# Heteroglenea fissilis
Heteroglenea fissilis är en skalbaggsart. Heteroglenea fissilis ingår i släktet Heteroglenea och familjen långhorningar.

## Underarter
Arten delas in i följande underarter:
- H. f. fissilis
- H. f. bastiensis